# Marco Zúñiga
Marco Antonio Zúñiga Fernández (* 4. Dezember 1978) ist ein chilenischer Biathlet.
Marco Zúñiga bestritt sein erstes internationales Rennen 2002 im Rahmen des Biathlon-Europacups in Forni Avoltri und wurde 71. eines Sprintrennens. 2004 wurde er in Gurnigel bei einem Sprintrennen 25. und gewann damit nicht nur erstmals Punkte, sondern erreichte zugleich auch seine beste Platzierung in der Rennserie. Bei den Militär-Skiweltmeisterschaften 2004 in Östersund wurde er 86. im Sprint, kam im 15-Kilometer-Langlaufrennen nicht ins Ziel und wurde mit der chilenischen Militärpatrouille disqualifiziert. Sein Weltcupdebüt gab der Chilene 2005 in Oberhof. Bei seinem ersten Sprint lief er auf den 110. Platz. Noch in derselben Saison, kurz vor den Biathlon-Weltmeisterschaften 2005, erreichte er mit Rang 88 in einem Sprint in Pokljuka sein bestes Ergebnis bei einem reinen Weltcuprennen. Bei den Weltmeisterschaften in Hochfilzen wurde Zúñiga 102. im Einzel und 111. im Sprintrennen. Höhepunkt der Karriere wurde die Teilnahme an den Biathlon-Wettbewerben bei den Olympischen Winterspielen 2006 von Turin. Bei den Wettkämpfen in Cesana San Sicario wurde Zúñiga 86. im Einzel und 87. des Sprints. Er war nach Carlos Varas bei den Spielen 2002 erst der zweite männliche Biathlet aus Chile, der an Olympischen Winterspielen teilnahm. Nach 2006 pausierte der Chilene für mehrere Jahre und tritt seit 2009 wieder international im IBU-Cup an.

## Biathlon-Weltcup-Platzierungen
Die Tabelle zeigt alle Platzierungen (je nach Austragungsjahr einschließlich Olympische Spiele und Weltmeisterschaften).
- 1.–3. Platz: Anzahl der Podiumsplatzierungen
- Top 10: Anzahl der Platzierungen unter den ersten zehn (einschließlich Podium)
- Punkteränge: Anzahl der Platzierungen innerhalb der Punkteränge (einschließlich Podium und Top 10)
- Starts: Anzahl gelaufener Rennen in der jeweiligen Disziplin

| Platzierung                      | Einzel | Sprint | Verfolgung | Massenstart | Staffel | Gesamt |
| -------------------------------- | ------ | ------ | ---------- | ----------- | ------- | ------ |
| 1. Platz                         |        |        |            |             |         |        |
| 2. Platz                         |        |        |            |             |         |        |
| 3. Platz                         |        |        |            |             |         |        |
| Top 10                           |        |        |            |             |         |        |
| Punkteränge                      |        |        |            |             |         |        |
| Starts                           | 4      | 8      |            |             |         | 12     |
| Stand: nach der Saison 2009/2010 |        |        |            |             |         |        |